# اندالی، دیجیبوتی
اندالی، دیجیبوتی یک منطقهٔ مسکونی در جیبوتی است که در منطقه اوبوک واقع شده‌است.

## خصوصیات
اندالی ۲۸۱ متر بالاتر از سطح دریا واقع شده‌است.